# Al otro lado del río
Al otro lado del río (Nederlands: Aan de andere kant van de rivier) is een Academy Award winnend nummer uit de Spaanse film The Motorcycle Diaries. Het nummer is geschreven en gezongen door de Uruguayaanse zanger Jorge Drexler. In 2004 won het nummer de Academy Award voor Beste Originele Nummer, waarmee het de eerste Spaanstalige winnaar werd, en de tweede winnaar met een tekst in een andere taal dan Engels (na Never on Sunday uit 1960).
Het nummer is terug te vinden op de soundtrack van de film en op het album van Jorge Drexler: Eco. In 2005 bracht Drexler het nummer uit als single.
Tijdens de 77ste Oscaruitreiking mocht Drexler van de producers niet optreden met het nummer, uit angst kijkers te verliezen. In plaats daarvan werd het nummer uitgevoerd door Carlos Santana en Antonio Banderas, waarbij de laatste er een aantal keren niet in slaagde het nummer eer aan te doen. Tijdens Drexlers toespraak na het winnen van de prijs kon hij a capella toch een aantal regels van het nummer zingen, waarna hij eindigde met thank you.